# 哈姆扎·耶尔利卡亚
哈姆扎·耶尔利卡亚（土耳其語：Hamza Yerlikaya，1976年6月6日—），土耳其男子古典式摔跤运动员。他曾代表土耳其参加1996年、2000年和2004年夏季奥林匹克运动会摔跤比赛，获得二枚金牌。